# 路易吉·卡内拉
| 发现小行星数量: 16         | 发现小行星数量: 16 |
| -------------------------- | ------------------ |
| 466 Tisiphone[1]           | 1901年1月17日      |
| 469 Argentina              | 1901年2月20日      |
| 470 Kilia                  | 1901年4月21日      |
| 472 Roma                   | 1901年7月11日      |
| 476 Hedwig                 | 1901年4月17日      |
| 477 Italia                 | 1901年8月23日      |
| 478 Tergeste               | 1901年9月21日      |
| 479 Caprera                | 1901年11月12日     |
| 480 Hansa[1]               | 1901年5月21日      |
| 481 Emita                  | 1902年2月12日      |
| 485 Genua                  | 1902年5月7日       |
| 486 Cremona                | 1902年5月11日      |
| 487 Venetia                | 1902年7月19日      |
| 488 Kreusa[1]              | 1902年6月26日      |
| 489 Comacina               | 1902年9月2日       |
| 808 Merxia                 | 1901年10月11日     |
| 1. 1 和马克斯·沃夫共同发现 |                    |

路易吉·卡内拉（義大利語：Luigi Carnera，1875年4月14日—1962年7月30日），是一名意大利天文学家。
卡内拉于1875年4月14日出生于奥匈帝国城市的里雅斯特。早年曾在德国海德堡王座山天文台担任天文摄影先驱马克斯·沃夫的助手，并利用照相法发现16颗小行星，其中13颗为独立发现，3颗为和马克斯·沃夫共同发现。之后，他曾前往阿根廷工作，直到1908年前往意大利。
第一次世界大战结束后，的里雅斯特被割让给意大利。1919年，卡内拉开始担任的里雅斯特天文台台长，不久后他来到那不勒斯，担任卡波迪蒙特天文台台长直到1950年退休。
1962年7月30日，卡内拉在佛罗伦萨去世。